# Formiche dell'oro

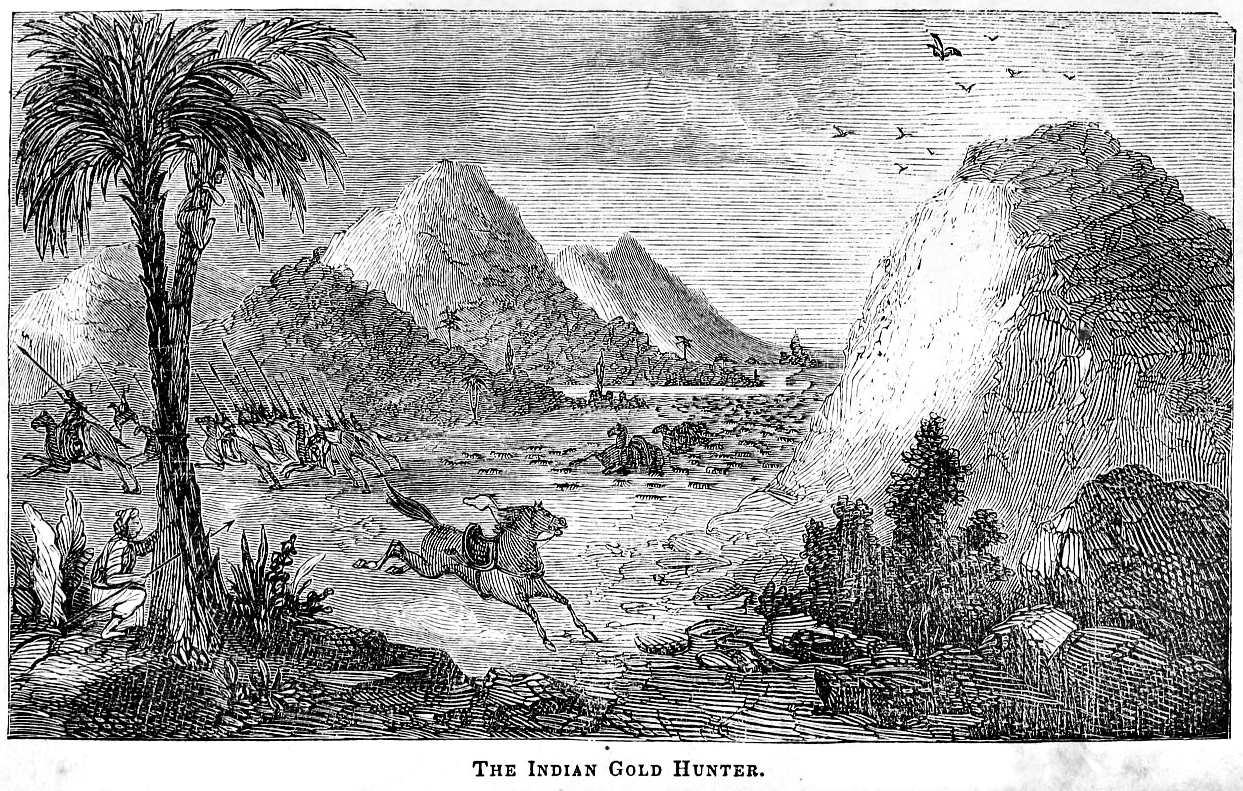
The Indian Gold Hunters, illustrazione raffigurante formiche giganti che inseguono i cercatori d'oro indiani, basata sulla descrizione di Erodoto nel terzo libro delle sue Storie

La formica dell'oro è un leggendario insetto descritto nei bestiari classici e medievali. Si tratta di un grosso insetto, dalle dimensioni paragonabili a quelle di un cane o di una volpe, che secondo i resoconti è in grado di estrarre l'oro nelle zone sabbiose. Alcune versioni de Il Fisiologo affermano come tali insetti fossero originari dell'Etiopia, mentre Erodoto sosteneva che si trovassero in India.

## In Erodoto

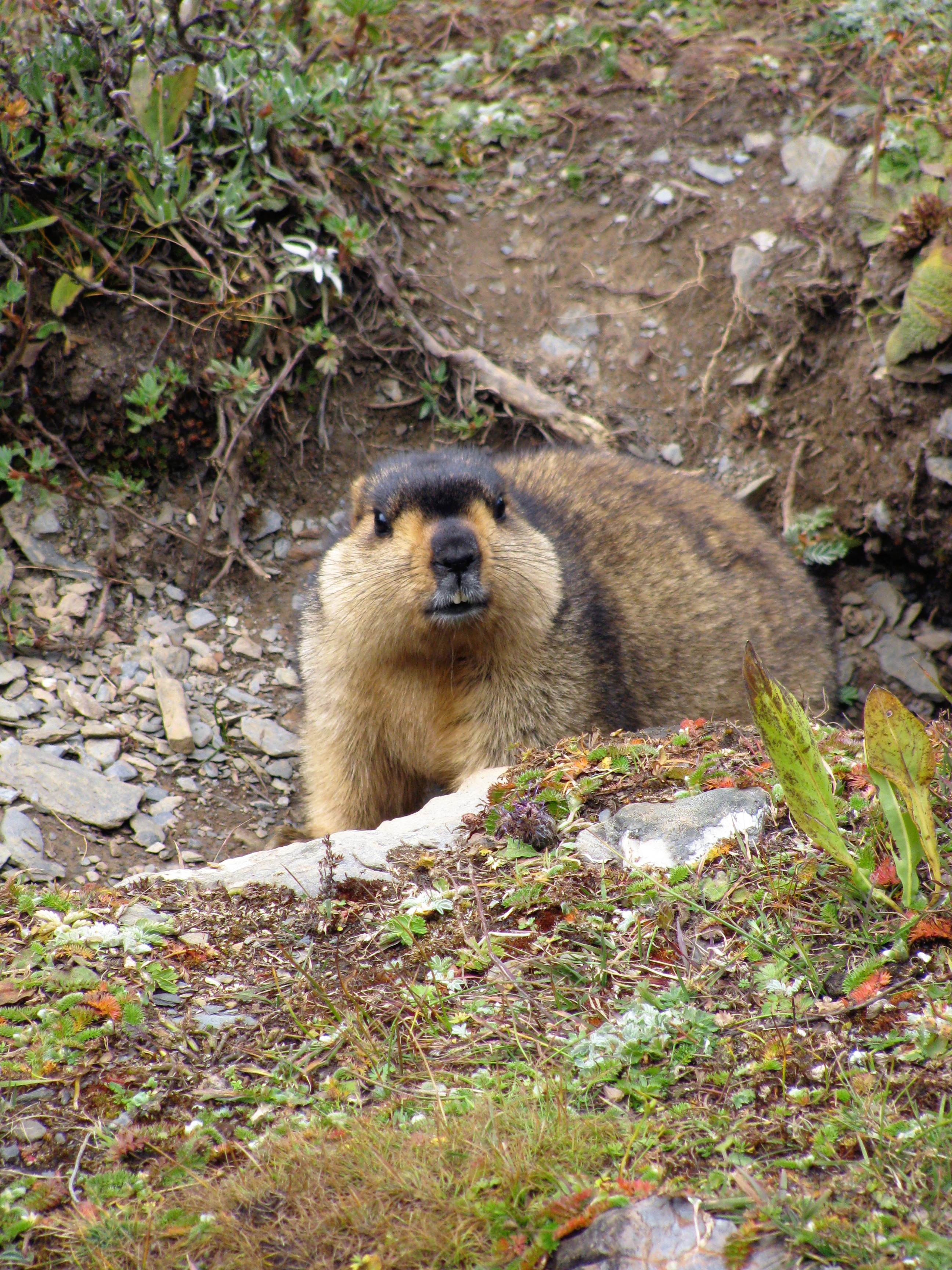
Un esemplare di Marmotta himalayana (Marmota himalayana).

Nelle sue Storie (Libro 3, passaggi dal 102 al 105) Erodoto riferisce che una specie di formiche pelose, grandi quanto una volpe vive in una delle province indiane a est dell'Impero Persiano. Tale regione, afferma lo storico, è un deserto sabbioso, assai ricco di oro sotto forma di polvere fine. Questa razza di formiche giganti, secondo Erodoto, erano solite dissotterrare la polvere d'oro mentre scavavano le loro gallerie, peculiarità sfruttata dagli abitanti della provincia per raccogliere con facilità la preziosa polvere. Tale credenza era assai diffusa nel mondo antico e autori successivi ne fanno menzione nelle proprie opere. Ad esempio, Plinio il Vecchio la cita nella sezione relativa alle miniere d'oro della sua Naturalis Historia.

## L'ipotesi di Peissel
L'etnologo francese Michel Peissel afferma che la marmotta himalayana, animale che vive sull'altopiano di Deosai, nella provincia pakistana del Gilgit-Baltistan potrebbe essere ciò che Erodoto definiva formica gigante. Proprio come la provincia dell'Impero Persiano descritta da Erodoto, anche il suolo del Deosai è ricco di polvere d'oro. Peissel ha intervistato la tribù dei Minaro sull'altopiano del Deosai, i quali componenti hanno confermato che da generazioni raccolgono la polvere d'oro che le marmotte portano in superficie quando scavano le loro tane sotterranee. 
All'interno del suo libro The Ants 'Gold: The Discovery of the Greek El Dorado in the Himalayas, Peissel afferma come Erodoto potrebbe aver confuso i termini persiani che significano marmotta e formica di montagna, in quanto era probabile non conoscesse quella lingua, facendo quindi affidamento su traduttori locali durante i suoi viaggi nell'impero persiano. A sostegno di tale tesi, Erodoto non affermò mai di aver visto le formiche, bensì ha affermato di stare semplicemente riportando ciò che aveva sentito dire da altri viaggiatori.